# Historia del dinero

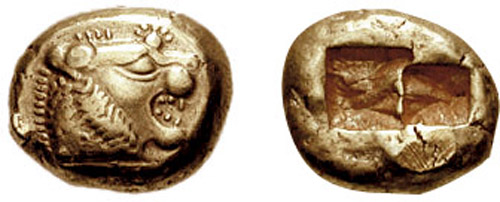
Moneda de un tercio de estater del procedente de Lidia

La historia del dinero comienza con la utilización de metales preciosos como forma de pago (intercambios), en Mesopotamia, alrededor del año 1500 a. C. La acuñación de monedas comienza alrededor del siglo (VI) 6 al (VII) 7
a. C. con la primera ceca de moneda. El dinero es cualquier objeto de valor claramente identificable que es aceptado de forma general para el pago de bienes, servicios y deudas en un mercado o lo que es moneda de curso legal dentro de un país.
Desde la antigüedad las personas han cambiado los objetos de valor, sea en el intercambio de regalos o bien en los mercados de los que un sistema común de fichas es más conveniente para el servicio de la comunidad.

## Intercambio no monetario
En las economías más primitivas, los sujetos constituyen elementos económicos de carácter autárquico, sin que interactúen con otros. La integración en grupos más amplios hizo las sociedades más complejas y trajo consigo la progresiva división del trabajo, en la que los individuos no eran autosuficientes y necesitaban de los demás para satisfacer sus necesidades. Por su propia naturaleza, esta división del trabajo exigía el intercambio entre los sujetos.
Para que un sistema de trueque funcione como tal es preciso que cada individuo desee el bien de otro y que las cantidades deseadas coincidan con sus disponibilidades. Efectivamente, con el trueque, un individuo que posee cualquier excedente de un bien, tal como una medida de grano podría intercambiarla directamente por algo que se percibe de valor similar o mayor utilidad, tal como una herramienta. La capacidad para llevar a cabo transacciones mediante trueque es limitada, ya que depende de una coincidencia de deseos. El vendedor de grano tiene que encontrar un comprador que quiere comprar grano y que también podría ofrecer a cambio algo que el vendedor quiere comprar. No hay una medida estándar acordada en la que el vendedor y el comprador podrían intercambiar productos según su valor relativo de los diferentes productos y servicios ofrecidos por otros potenciales socios trueque. Se considera un sistema costoso en términos de tiempo y esfuerzo porque requiere una doble coincidencia de deseos, es decir, los individuos tienen que encontrar una contrapartida que desee lo que ellos ofrecen y que ofrezca justamente lo que quieren. 

### Concepto aristotélico
En el libro de Política (c.350 a. C.), el filósofo griego Aristóteles contempla la naturaleza del dinero. Considera que cada objeto tiene dos usos, el primero es el propósito original para el cual el objeto fue diseñado, y la segunda posibilidad es la de concebir el objeto como un elemento para vender o intercambiar. La asignación de un valor monetario a un objeto que de otra manera sería insignificante, como una moneda o pagaré, surge cuando la gente del pueblo y sus socios comerciales desarrollan la capacidad psicológica de depositar la confianza uno en el otro y en la autoridad externa en el trueque.

#### Críticas
David Kinley considera que la teoría de Aristóteles está viciada porque el filósofo probablemente carecía de la suficiente comprensión de las formas y prácticas de las comunidades primitivas, y así puede haber formado su opinión, de la experiencia personal y la conjetura.
En su libro Deuda: Los primeros 5000 años, el antropólogo David Graeber argumenta en contra de la sugerencia de que se inventó el dinero para reemplazar el trueque. El problema con esta versión de la historia, sugiere, es la falta de elementos de prueba. Su investigación indica que "las economías de regalo" eran comunes, al menos en los inicios de las primeras sociedades agrarias, cuando los humanos utilizaban elaborados sistemas de crédito. Graeber propone que el dinero como unidad de cuenta se inventó el momento en que surgía una obligación no cuantificable "Te debo una" transformada luego en el concepto cuantificable de "Te debo una unidad de algo". En este punto de vista, el dinero surgió primero como crédito y más tarde adquirió las funciones de un medio de cambio y depósito de valor.

### Economía del don
En una economía del don, valiosos bienes y servicios se dan regularmente sin ningún acuerdo explícito por recompensas inmediatas o futuras (es decir, no hay un Do ut des). Idealmente, dando simultánea o recurrentemente sirve para distribuir y redistribuir los objetos de valor dentro de la comunidad.
Hay varias teorías sociales sobre las economías de regalo. Algunos consideran que los regalos sean una forma de altruismo recíproco también hay teorías que dicen que son ejemplos de egoísmo racional de asociaciones libres. Otra interpretación es que "implícito que te debo "deuda y el estatus social se otorgan a cambio de los "regalos". Consideremos, por ejemplo, el reparto de alimentos en algunas sociedades de cazadores-recolectores, donde el intercambio de alimentos es una salvaguardia contra el fracaso de cualquier individuo en su alimentación diaria. Esta costumbre puede reflejar el altruismo, puede ser una forma de seguro informal, o puede traer consigo la condición social u otros beneficios.

## La aparición del dinero

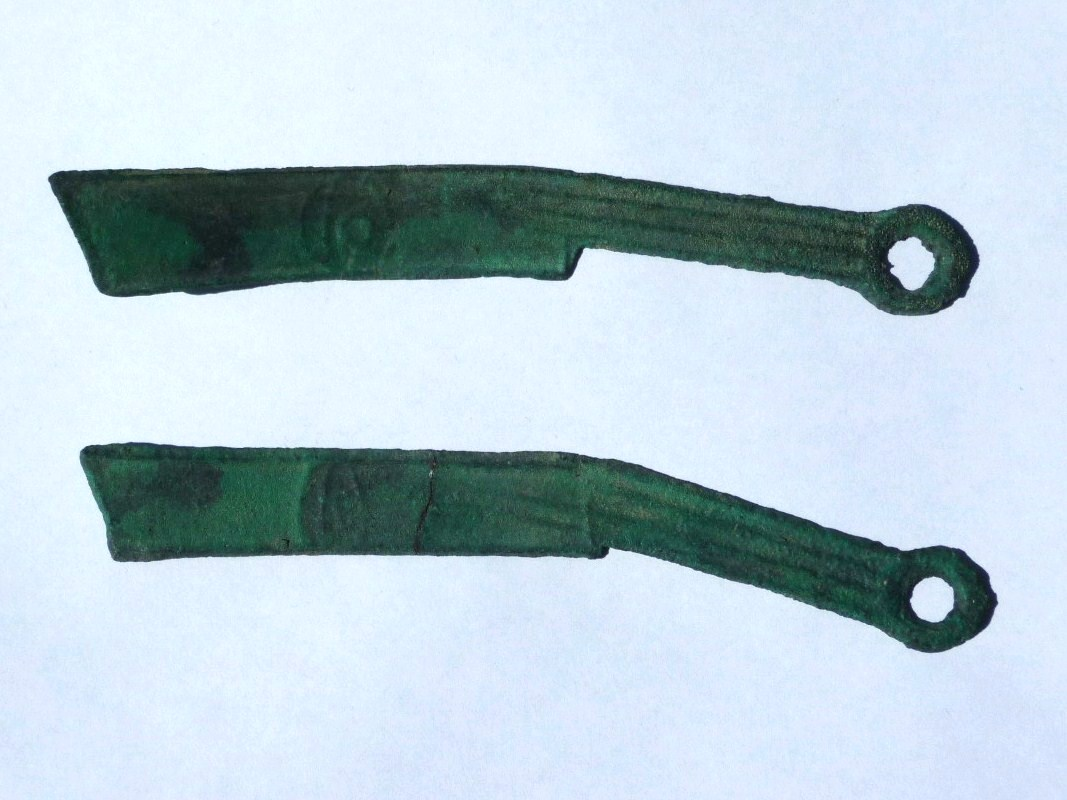
Monedas con forma de cuchillos. (Yidao, Mingdao), China, Dinastía Zhou (600-200 a. C.).

Las dificultades inherentes al trueque llevaron a utilizar diversos bienes para facilitar los intercambios. Estos bienes convertidos en instrumentos generales de cambio se convirtieron en las primeras formas de dinero. A lo largo de la historia, se han utilizado muchos tipos de bienes como medios generales de pago. A lo largo del tiempo se ha buscado bienes con un valor estable, de alto valor en relación con su volumen y disponible en cantidades suficientes a las exigencias. También se ha exigido que sean bienes fácilmente almacenables, que puedan ser transportados sin dificultad, divisibles, inalterables y no perecederos. 

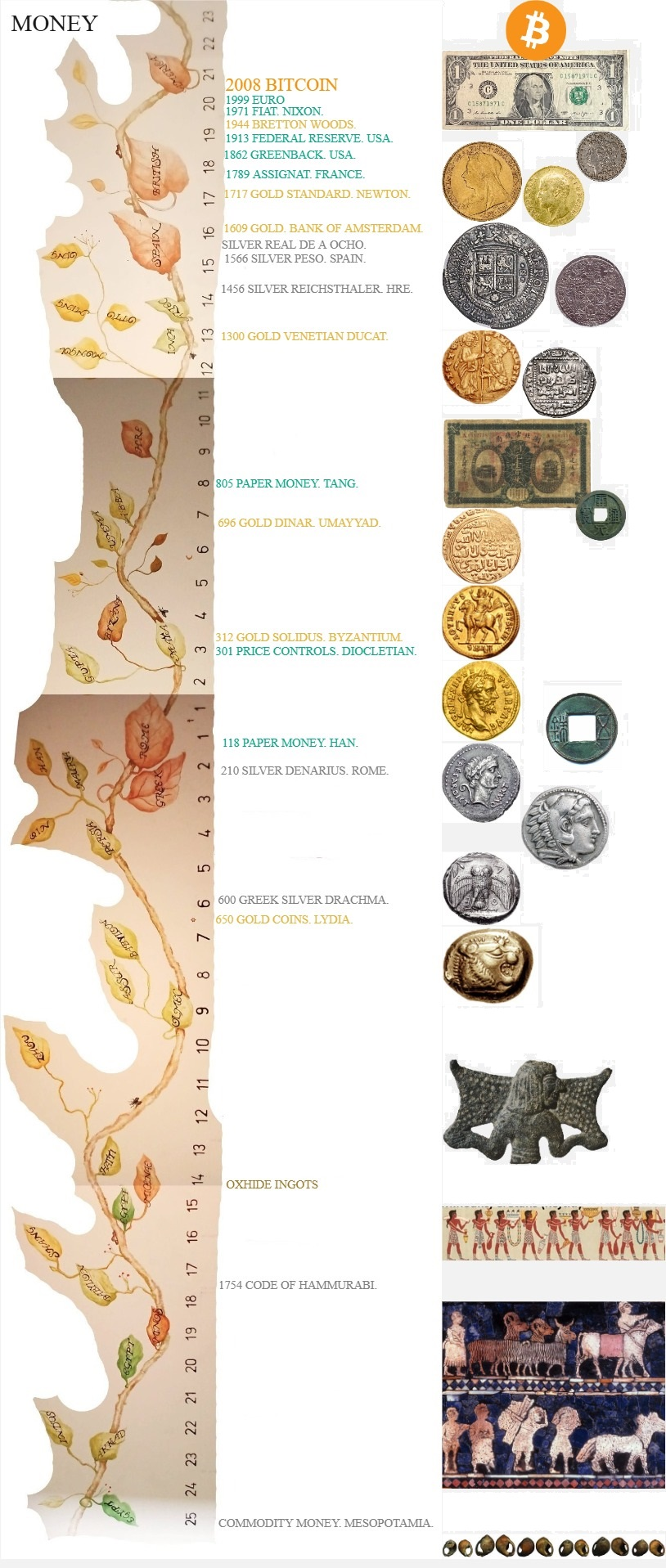
Histograma del dinero

La obsidiana de Anatolia, usada como materia prima para la fabricación de herramientas en la Edad de Piedra se utilizó en 12 000 antes de Cristo como una forma de dinero, en el comercio organizado en el noveno milenio (Cauvin; Chataigner 1998). En Cerdeña, donde se encontraba uno de los cuatro yacimientos principales de obsidiana del Mediterráneo, su comercio fue sustituido por el de cobre y plata en el tercer milenio.
Ya en 9000 a. C. se utilizaba tanto el grano como dinero o como elemento de trueque (Davies) (el primer grano encontrado es considerado como evidencia de la fecha de las prácticas pre-agrícolas en el 17 000 antes de Cristo). La importancia de grano con respecto al valor del dinero es inherente en el lenguaje donde el término de una pequeña cantidad de oro era "grano de oro".
En los primeros casos de comercio con dinero, la mayor utilidad y fiabilidad de los bienes para ser reutilizados y vuelto a intercambiar (su comercialización), determinaron su elección como objeto de intercambio. Así, en las sociedades agrícolas, los bienes necesarios para la producción de cereales de una forma eficiente y cómoda eran los que más fácilmente adquirían significación monetaria en los intercambios directos. En la medida que las necesidades básicas de la existencia humana fueron satisfechas, se incrementó la división del trabajo que a su vez permitió crear nuevas actividades para el uso del tiempo y resolver problemas más avanzados. Conforme las necesidades de los pueblos se volvieron más refinadas, se hizo más necesario el intercambio de modo indirecto, de la misma forma la separación física de trabajadores especializados (oferentes) de sus posibles clientes (demanda) requería el uso de un medio común a toda la comunidad, para facilitar un mercado más amplio.
La opinión de Aristóteles de la creación de dinero como una cosa nueva en la sociedad es:
Cuando los habitantes de un país se hicieron más dependientes de los de otra, importaban lo que necesitaban, y exportaban lo que tenían excedente, el dinero necesariamente entró en uso.
La adoración de Moneta es registrada por Livy con el templo construido en la época de Roma 413 (123). un templo consagrado al mismo dios fue construido en la primera parte del siglo IV (quizás el mismo templo). El templo contiene la ceca de Roma por un período de cuatro siglos.

## Los metales preciosos
De acuerdo con los criterios expuestos anteriormente, las sociedades fueron seleccionando algunos metales como el oro, la plata y cobre como bienes óptimos para funcionar como dinero. Estos metales circularon en principio al peso, en forma de pepitas, en telas y almidón, en polvo etc.
La circulación de los metales preciosos sin acuñar provocaba grandes inconvenientes por las dificultades que surgían respecto al peso y la ley o pureza de las piezas utilizadas. La seguridad del tráfico aconsejó las acuñaciones que consistían inicialmente en un simple sello o marca que garantizaba la calidad y peso de las piezas. Posteriormente y para evitar los posibles fraudes derivados del recorte de las monedas se inició el troquelamiento de las monedas.

### Mesopotamia

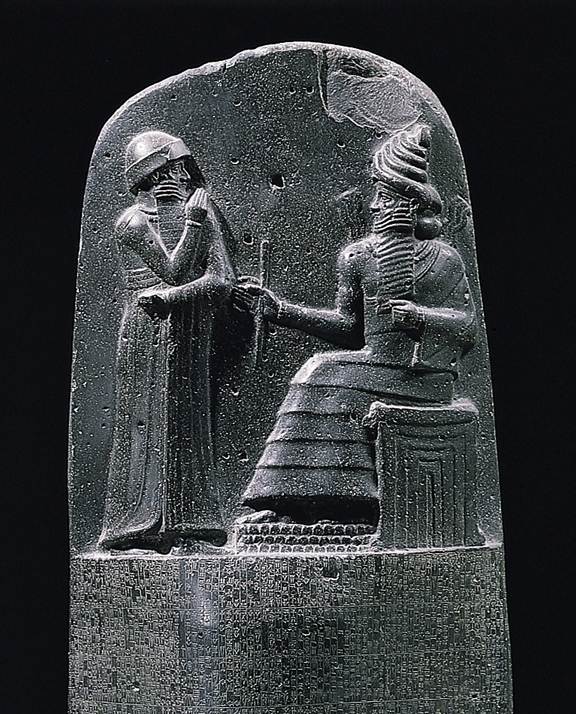
Parte superior de la gran estela del Código de Hammurabi.

La utilización de metales preciosos como dinero tiene su origen en Mesopotamia, alrededor del año 2500 a. C. Tanto en Mesopotamia como en Egipto se utilizaban los lingotes de plata por peso, pero no como monedas. Distintos código legales como el Código de Ur-Nammu, rey de Ur (2050 a. C.), el Código de Eshnunna (1930 a. C.), el código de Lipit-Ishtar de Isin (1870 a. C.) y el Código de Hammurabi (1760 a. C.), el código antiguo mejor conservado, promulgado por el sexto rey de Babilonia, Hammurabi formalizaron el papel del dinero en la sociedad civil, fijando pagos en cantidades fijas de pesos en plata para intereses de deudas ... multas por 'delitos'... y compensación por diversas infracciones a la ley formal. Estos códigos venían a reflejar una realidad cotidiana en esa sociedad, en la que junto a la plata, que se reservaba para algunas transacciones, también se utilizaba el grano para medir el valor de los salarios o de los alimentos.
La civilización Mesopotámica desarrolló una economía de gran escala basada en dinero-mercancía. Los babilonios y los estados vecinos elaboraron el primer sistema de la economía como pensamos hoy, en cuanto a las normas sobre la deuda, contratos legales y códigos de leyes en materia de prácticas comerciales y propiedad privada. El dinero no era sólo una aparición, sino era una necesidad.

## Acuñación de moneda
Hasta este momento se habían utilizado diversos bienes como dinero, plata y oro, consolidándose el uso de metales como oro, plata y cobre por las ventajas que ofrecían frente a otro tipo de bienes, utilizándose estos metales por su peso. Sin embargo, se produce una novedad significativa que supone el nacimiento de las monedas.
Las primeras acuñaciones de moneda se produjeron alrededor del año 600 a. C. en tres lugares del planeta de manera independiente, en Lidia (Asia menor), en China y en India. El metal se trocea en pequeñas porciones y se marca con una  señal identificativa y se crea la moneda que tiene como función específica servir como dinero.
Desde aproximadamente el año 1000 a. C., estaba en uso en China dinero con forma de pequeños cuchillos y espadas de bronce, plata y oro y con réplicas de bronce fundido en uso antes de esto.

## Billetes
El uso del billete como medio de cambio y pago tuvo sus antecedente en China hacia el siglo  VII. Hacia 1850, la mayor parte de los países más desarrollados europeos así como Estados Unidos tenían un sistema monetario con pluralidad de bancos de emisión, en los que diversas entidades bancarias en cada país emitían billetes de banco canjeables a la vista por monedas de oro o plata. entre finales del siglo XIX y principios del XX se produjo una monopolización de la emisión de billetes en favor de los bancos públicos que fueron centralizando la emisión de billetes.